# 欧内斯特·西蒙
欧内斯特·西蒙（英語：Ernest Simon，1952年11月23日—），澳大利亚男子击剑运动员。他曾代表澳大利亚参加1970年英联邦运动会击剑比赛，获得一枚银牌。他也曾参加1972年和1976年夏季奥运会。